# Suona
La suona (Cinese tradizionale: 嗩吶T, Cinese semplificato: 唢呐S, Pinyin: suǒnàP), chiamato anche lǎbā (喇叭) or hǎidí, (海笛) è un sorna cinese (un antico strumento a fiato iraniano, un corno a doppia ancia). Ha un suono particolarmente forte e acuto, ed è usato frequentemente nei gruppi di musica tradizionale cinese, in particolare quelli che si esibiscono all'aperto. È uno strumento importante nella musica popolare della Cina settentrionale, in particolare nelle province di Shandong e Henan, dove è stato a lungo utilizzato per scopi di festival e militari. È ancora usato, in combinazione con gli organi a bocca sheng, i gong, i tamburi e talvolta altri strumenti, nelle processioni per i matrimoni e i funerali. Tali gruppi di strumenti a fiato e percussioni sono chiamati chuida o guchui. Stephen Jones ha scritto diffusamente sul suo uso nella musica rituale della provincia dello Shanxi. È anche comune nella musica rituale della Cina sud-orientale. A Taiwan, costituisce un elemento essenziale della musica rituale che accompagna le esibizioni daoiste di riti sia di buon auspicio che di cattivo auspicio, cioè quelli sia per i vivi che per i morti.

## Costruzione
La suona usata in Cina ha un corpo di legno conico, simile a quello del corno gyaling usato dal gruppo etnico tibetano, che usano entrambi un metallo, solitamente un ottone tubolare o tubo conico curvo di rame a cui è apposta una piccola ancia doppia, e possiede una campana di metallo staccabile alla sua estremità. La doppia ancia conferisce allo strumento un suono simile a quello del moderno oboe.
Lo strumento è realizzato in diverse dimensioni. Dalla metà del XX secolo, sono state sviluppate in Cina versioni "modernizzate" della suona; incorporando chiavi meccaniche simili a quelle dell'oboe europeo, per consentire la riproduzione di note cromatiche e accordature di uguale tempra (entrambe difficili da eseguire sulla suona tradizionale). Esiste ora una famiglia di tali strumenti, tra cui la suona zhongyin (Suona contralto), la suona cizhongyin (suona tenore) e la suona diyin (Suona basso). Questi strumenti sono utilizzati nelle sezioni dei fiati delle moderne grandi orchestre di strumenti tradizionali cinesi in Cina, Taiwan e Singapore, anche se la maggior parte dei gruppi folk preferisce utilizzare la versione tradizionale dello strumento. È stato usato anche in arrangiamenti di musica moderna, incluso nelle opere del musicista rock cinese Cui Jian, con una moderna suona-play nella sua canzone "Nothing To My Name" (一无所有) (suonata dal sassofonista Liu Yuan).
Il nazi (呐 子), uno strumento correlato che è più comunemente usato nel nord della Cina, consiste in una suona (con tubo conico curvo) che viene suonata melodicamente, i toni cambiati dalla bocca e dalle mani.video A volte il nazi viene suonato in un grande tromba metallica per aumentare il volume.
Gamme della "suona" orchestrale:
- Piccolo in sol e fa (haidi)
- Sopranino in re e do (xiao)
- Soprano in la e sol (gaoyin)
- Contralto in re (zhongyin)
- Tenore in sol (cizhongyin)
- Basso in varie tonalità (diyin)

Le varietà tenore e basso sono normalmente dotate di chiavi; le varietà di contralto e soprano ne sono talvolta dotate. Le varietà più alte non sono normalmente dotate di chiavi.

## Storia
Sebbene le origini della suona non siano chiare, con alcuni testi che attribuiscono l'uso della suona risalente alla Dinastia Jin (265–420), vi è consenso sul fatto che la suona provenisse da origini al di fuori dei domini degli antichi regni cinesi, forse sviluppato da strumenti dell'Asia centrale come la sorna, la surnay o la zurna, da cui potrebbe derivare il nome cinese. Altre fonti affermano che l'origine della suona è l'Arabia o l'India. Anche lo Shawm europeo deriva da questo antico strumento. Un musicista che suona uno strumento molto simile a una suona è raffigurato in un disegno su un monumento religioso della Via della seta nella provincia occidentale del Xinjiang datata tra il III e il V secolo e raffigurazioni risalenti a questo periodo rinvenute nello Shandong e in altre regioni della Cina settentrionale lo descrivono suonato nelle processioni militari, a volte a cavallo. Non fu menzionato nella letteratura cinese fino alla dinastia Ming (1368-1644), ma a quel tempo la suona si era già affermata nel nord della Cina.

## Uso fuori della Cina
In Corea, uno strumento simile è chiamato taepyeongso, e in Vietnam simili oboi sono chiamati kèn.
In Giappone, uno strumento simile è chiamato charumera. Il nome di questo strumento deriva da charamela, la parola portoghese per shawm. Il suo suono è ben noto in tutto il Giappone, in quanto viene spesso utilizzato dai venditori ambulanti che vendono ramen.
Uno strumento simile, lo zurna, viene suonato durante le cerimonie e la musica popolare nei Balcani, India, Iran and Turchia.
La suona è anche usata come strumento tradizionale a Cuba, essendo stata introdotta dagli immigrati cinesi durante l'era coloniale. Là è conosciuta come trompeta Cina ed è usato in alcune forme di musica di son e di musica carnevalesca.
Il sassofonista jazz americano Dewey Redman suonava spesso la suona nei suoi spettacoli, definendola una "musette".
Bassista e sassofonista, il defunto Mick Karn usava lo strumento accreditandolo come una dida.

## Esecutori importanti
- Liu Qi-Chao (刘起超)
- Liu Ying (刘英)
- Liu Yuan (刘元), sassofonista con la band di Cui Jian, che si è formata sulla suona alla Scuola d'arte internazionale di Pechino (北京國際藝術學院) e che ha usato lo strumento nell'album di Cui del 1994 Balls Under the Red Flag (Hongqi xia de dan)
- Song Baocai (宋保才)
- Wu Zhongxi
- Zhou Dongchao
- Jin Shiye
- Guo Yazhi
- Kot Kai-lik
- Xia Boyan
- Law Hang-leung
- Li Ching-fong
- Liu Hai
- Lee Yiu-cheung
- Lin Ziyou (林子由)
- Tseng Chien-Yun (曾千芸)